# 24200 Peterbrooks
24200 Peterbrooks là một tiểu hành tinh vành đai chính với chu kỳ quỹ đạo là 1374.7554797 ngày (3.76 năm).
Nó được phát hiện ngày 6 tháng 12 năm 1999.